# Astrobiofísica
Astrobiofísica é um campo de intersecção entre a astrofísica e a biofísica preocupada com a influência dos fenômenos astrofísicos sobre a vida no planeta Terra ou em algum outro planeta em geral. É diferente da astrobiologia, que se preocupa com a busca de vida extraterrestre. Exemplos dos tópicos cobertos por este ramo da ciência incluem o efeito das supernovas na vida na Terra e os efeitos dos raios cósmicos na irradiação ao nível do mar.